# Lee Eun-Kyung (landhockeyspelare)
Lee Eun-Kyung, född den 10 november 1972, är en sydkoreansk landhockeyspelare.
Hon tog OS-silver i damernas landhockeyturnering i samband med de olympiska landhockeytävlingarna 1996 i Atlanta.